# 巴什基爾人
巴什基爾人（巴什基爾語： başqorttar）是一个主要生活在俄罗斯巴什科尔托斯坦共和国的突厥民族。此外在鞑靼斯坦共和国以及俄罗斯的彼爾姆邊疆區、车里雅宾斯克州、奥伦堡州、库尔干州、斯維爾德洛夫斯克州、萨马拉州和萨拉托夫州也有不少巴什基爾人生活。分佈於烏拉山脈兩側，使用巴什基爾語，傳統生活型態與文化受到半游牧式的經濟型態及伊斯蘭教遜尼派信仰影響。隨著工業等現代化的發展，其經濟、社會、文化已有許多改變，現在僅有少部份地區維持其半游牧的生產方式。

## 民族分布、人口與語言

### 分布

巴什科爾托斯坦共和國位置

巴基爾人為俄羅斯境內巴什科爾托斯坦共和國的主要民族，分布於烏拉山脈兩側。其分布範圍也包括韃靼斯坦共和國、俄羅斯的彼爾姆邊疆區、車里雅賓斯克州、奧倫堡州、庫爾干州、斯維爾德洛夫斯克州、薩馬拉州和薩拉托夫州，以及哈薩克等其他國家。

### 人口
根據俄羅斯於2010年的人口普查，俄羅斯境內的巴什基爾人人口總數為1,584,554人（占全國約1.1%），包含位於巴什科爾托斯坦共和國境內1,172,287人（占全共和國約29.5%）。而哈薩克於1999年的人口普查結果顯示境內巴什基爾人共23,224人，2009的人口普查結果則未明確標示。

### 語言
巴什基爾語為巴什基爾人的主要使用語言，大部分使用者居於巴什科爾托斯坦共和國，境內使用人數為1,252,070人，總使用人數約為200萬人。
巴什基爾族是否屬於阿爾泰語系尚有爭議，屬於突厥語族>普通突厥亞族（英語：Common Turkic languages）>欽察語支>北欽查亞語支>巴什基爾語。由於同為突厥語族，在語言與文化上與鄰近的韃靼斯坦共和國有一定的相似程度，在1989的人口普查結果顯示，約有300,000巴什基爾人認為其母語為韃靼語。
早期的巴什基爾人所使用的語言是古突厥語。西元十世紀後，由於塞爾柱土耳其人的崛起，伊斯蘭的文化被帶進了這個地區，並持續了數世紀，巴什基爾人也開始以阿拉伯字母為基底，將他們口傳的突厥語言書寫下來。1923年，以阿拉伯文為基礎，巴什基爾語的書寫系統建立，也逐漸擺脫過去所使用的突厥語影響，產生區隔。最初使用的是調整過後的阿拉伯字母，1930年被拉丁字母取代，最後在1938年冬天替換為西里爾字母。現在的巴什基爾語便是以西里爾字母作為基礎，並加入以下字母： Ә ә [æ], Ө ө [œ], Ү ү [y], Ғ ғ [ɣ], Ҡ ҡ [q], Ң ң [ŋ], Ҙ ҙ [ð], Ҫ ҫ [θ], Һ һ [h].
| А а （а）       | [a]              |
| Б б （бэ）      | [b]              |
| В в （вэ）      | [w], 外來語發[v] |
| Г г （гэ）      | [ɡ]              |
| Ғ ғ （ғы）      | [ʁ]              |
| Д д （дэ）      | [d]              |
| Ҙ ҙ （ҙ）       | [ð]              |
| Е е （йе）      | [e], [je]        |
| Ё ё （йо）      | [jo]             |
| Ж ж （жэ）      | [ʒ]              |
| З з （зэ）      | [z]              |
| И и （и）       | [i]              |
| Й й （short и） | [j]              |
| К к （ка）      | [k]              |

| Ҡҡ （ҡы）   | [q] |
| Л л （эль） | [l] |
| М м （эм）  | [m] |
| Н н （эн）  | [n] |
| Ң ң （эң）  | [ŋ] |
| О о （о）   | [o] |
| Ө ө （ө）   | [ø] |
| П п （пэ）  | [p] |
| Р р （эр）  | [r] |
| С с （эс）  | [s] |
| Ҫ ҫ （ҫэ）  | [θ] |
| Т т （тэ）  | [t] |
| У у （у）   | [u] |
| Ү ү （ү）   | [y] |

| Ф ф （эф）     | [f]  |
| Х х （ха）     | [χ]  |
| Һ һ （һа）     | [h]  |
| Ц ц （цэ）     | [t͡s] |
| Ч ч （чэ）     | [t͡ʃ] |
| Ш ш （ша）     | [ʃ]  |
| Щ щ （ща）     | [ɕ]  |
| Ъ ъ （不發音） |      |
| Ы ы （ы）      | [ɯ]  |
| Ь ь （不發音） |      |
| Э э （э）      | [e]  |
| Ә ә （ә）      | [æ]  |
| Ю ю （йу）     | [ju] |
| Я я （йа）     | [ja] |

### 語音學

#### 元音
|          | 前元音 | 前元音   | 後元音 | 後元音 |
| 不圓唇音 | 圓唇音 | 不圓唇音 | 圓唇音 |        |
| -------- | ------ | -------- | ------ | ------ |
| 閉元音   | i      | y        | ɯ      | u      |
| 中元音   | e      | ø        |        | o      |
| 開元音   | æ      |          | a      |        |

#### 輔音
|      |        |      | 雙唇音 | 齒音/ 齒齦音 | 齒齦後音 | 硬顎音 | 軟顎音 | 小舌音 | 喉音 |
| ---- | ------ | ---- | ------ | ------------ | -------- | ------ | ------ | ------ | ---- |
| 鼻音 | 鼻音   | 鼻音 | m      | n            |          |        | ŋ      |        |      |
| 塞音 | 塞音   | 清音 | p      | t            |          |        | k      | （q）  |      |
| 塞音 | 塞音   | 濁音 | b      | d            |          |        | ɡ      |        |      |
| 擦音 | 噝音   | 清音 |        | s            | ʂ        | ɕ      |        |        |      |
| 擦音 | 噝音   | 濁音 |        | z            | ʐ        |        |        |        |      |
| 擦音 | 非噝音 | 清音 | f      | θ            |          |        |        | χ      | h    |
| 擦音 | 非噝音 | 濁音 | v      | ð            |          |        |        | ʁ      |      |
| 顫音 | 顫音   | 顫音 |        | r            |          |        |        |        |      |
| 近音 | 近音   | 近音 |        | l            |          | j      | w      |        |      |

## 地理環境
巴什基爾人主要分布於巴什科爾托斯坦共和國境內，包含烏拉山南部及其相鄰的平原。南北最長550公里，東西最長430公里，最高點位於亞曼套山（1640米）。

### 氣候
該地為大陸型氣候，山地年均溫約為0.3°С，平地為2.8°С，一月月均溫約為-18°С，七月為18°С。全年晴天天數從阿克賽諾夫和別洛列茨克287天到烏法261天不等（最少落在十二月及一月，夏天晴天日數較多）。平均絕對最低溫度為-41°С，最高為42°С，溫差大。一年中0°С的臨界日期約在4月4-9號及10月24-29號，山區較早，約在4月10-11日及10月17 -21日。一年中氣溫大於0°С的天數約200-205天,山區較少落在188-193天。
巴什科爾托斯坦共和國年雨量約300-600mm，由於大氣環流的性質影響，全區各地雨量差異極大。烏拉山脈也是影響該地雨量的重要因素，山脈西側年雨量約為640mm-700mm，東側僅約300mm到500mm不到，巴什科爾托斯基坦西側平原區年雨量則約為400-500mm。

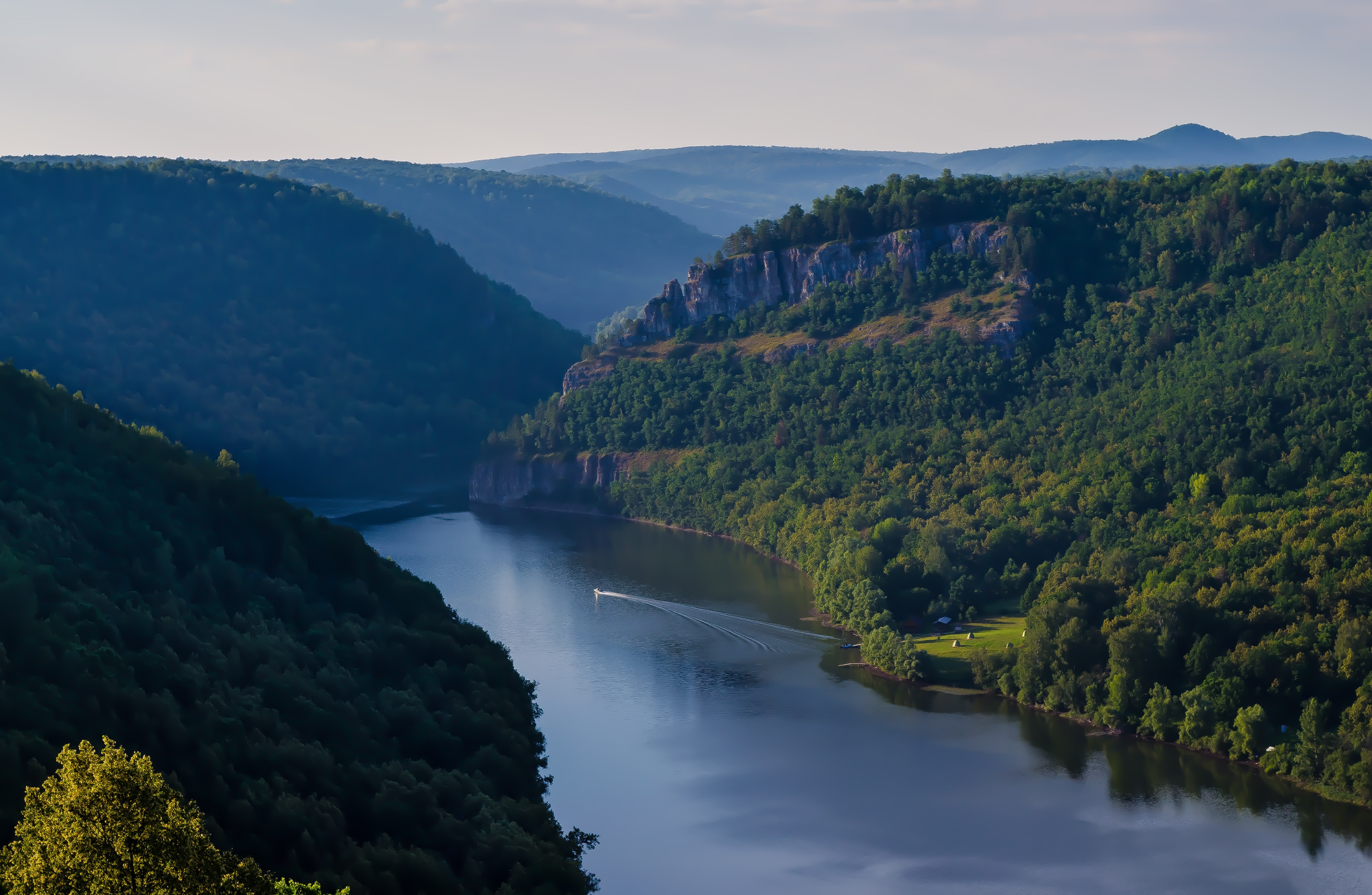
巴什科爾托斯坦共和國境內努古什河

### 水文
本區有超過12000河流和2700座湖泊，池塘以及水庫，也富含地下水資源。最大的河流為別拉亞河（1430公里）及其支流烏法河（918公里）、錫姆河（535公里）、姆河（238公里）、努古什河（235公里）、烏爾沙克河（195公里）、Ashkadar河（165公里）、Sterlya河（94公里）。共和國境內烏拉山區是含有最多湖泊的地區，通常呈現細長的形狀，平行山脊延伸。該區湖泊魚類資源豐富，約40種。

### 動植物

#### 植物
包括森林區、森林草原區、草原區及山地森林帶，森林佔據了全共和國超過40%的領土。土壤主要有灰土，黑鈣土及灰壤。 

#### 動物
本區包含77種哺乳動物，300多種鳥類，42種魚類，11種爬重類，10種兩棲類，15000種昆蟲。

## 歷史沿革

### 早期歷史
俄國語言學暨古代歷史學家所罗门·卢里耶相信，巴什基爾人的前身以Argippei之名在希羅多德公元前五世紀的著作《歷史》中被提及，書中紀錄Argippei住在「一座高山的山腳下」。在生活型態方面，希羅多德寫道：「他們說著特別的語言，穿著斯基泰人型式的服飾，但主食為樹果。...這種樹果與豆子相似，但內有果核，成熟的果實可以擠出名為『asha』的黑色汁液，通常他們直接或混合牛奶後引用。」Lur'e認為「asha」與突厥語的「aci」相關，為「酸」的意思。根據巴什基爾語言學家Dzhalilʹ Kiekbaev的觀點，「asha」類似於巴什基爾語的 әse һyыy ,意為有酸味的液體。
知名的東方主義學者澤基·瓦利迪·托甘認為巴什基爾人在克勞狄烏斯·托勒密的著作中曾以斯基泰人相關的一支被提及。
而在突厥史研究相當知名的歷史學者米哈伊尔·阿尔塔莫诺夫則認為巴什基爾人以「Bush」之名出現於西元七世紀的亞美尼亞地理圖書《地理》中。
西元九世紀後，最早對於巴什基爾人的文字紀錄來自許多阿拉伯帝國學者，最早為九世紀的旅行家蘇萊曼·塔吉爾，後續包括艾哈邁德·伊本·法德蘭（十世紀）、马苏第（十世紀）、Abu Zayd al-Balkhi（十世紀）、Said al-Andalusi（十一世紀）、穆罕默德·伊德里西（十二世紀）、Ibn Sa'id al-Maghribi（十三世紀）、雅古特·哈迈维（十三世紀）、Zakariya al-Qazwini（十三世紀）、Al-Dimashqi（十四世紀）、阿布·菲達（十四世紀）等許多學者的著作皆提及巴什基爾人。
最初阿拉伯學者對於巴什基爾人的了解來自於旅行家蘇萊曼·塔吉爾，大約在西元840年，他前往造訪巴什基爾人的疆域，並大致描述其範圍。探險家暨地理學者Ahmad ibn Rustah（903）表示，巴什基爾人是獨立的狀態，控制烏拉山兩側介於窩瓦河及托博爾河之間，南至烏拉河的土地。
旅行家伊本·法德蘭最早對巴什基爾人提出人種學的描述，他當時為阿拔斯王朝前往謁見伏爾加保加利亞國王的大使團之一員，並在西元922年拜訪巴什基爾人。根據他的描述，巴什基爾人十分好戰且有力，經濟方面他們飼養牛隻。巴什基爾人居住於烏來山南部且控制窩瓦河的大範圍疆域，最南端鄰佩切涅格人，並位於保加爾人以西、烏古斯人以南。
另一位阿拉伯學者馬蘇第，在研究鹹海周遭戰爭交戰國的參與者中提及了巴什基爾人。中世紀地理學家穆罕默德·伊德里西表示，巴什基爾人居於卡馬河及烏拉河發源處，他們在利卡河上游的城市中熔銅、採集狐狸及海狸的毛皮和有價值的寶石。在另一個位於阿吉代爾河北部的另一個城市，他們製作馬鞍與武器並進行藝術創作。

### 巴什基爾人與匈牙利
九世紀後，當時部分古巴什基爾的氏族如Jurmata, Yeney, Kese等與居於烏拉山山麓的馬札爾人共7個部族離開了烏拉爾地區，成立了名為馬札羅部落群的邦聯，位於頓河與聶伯河中的谷間平地，名為 Lebedia。十世紀初，由於受中亞 突厥游牧民族佩切涅格人的壓迫，從聶伯河流域開始大舉向喀爾巴阡山脈遷徙。西元896年，當時的馬扎爾人領袖阿爾帕德領導部族從遷徙至潘諾尼亞，駐紮於多瑙河中游蒂薩河流域一帶，成為匈牙利第一任大公。

### 蒙古侵略期
約1219-1220年，蒙古人與巴什基爾人發起了第一次戰爭，本次戰爭與率領大軍的成吉思汗位於巴什基爾人夏天的牧地-額爾濟斯河，並持續了一個夏天。戰爭期從1220年到1234年，雙方僵持不下。事實上，這也阻擋了蒙古繼續往西方侵略。列夫·古米廖夫在他的著作《古羅斯人與歐亞大草原》寫到：「巴什基爾人與蒙古人的戰爭持續了14年...不斷勝利的巴什基爾人最終與蒙古友好地結盟，並為了獲取更多資源與蒙古合併。」
巴什基爾合法的受封，也就是事實上他們為成吉思汗帝國下的自治領地，其位階幾乎為蒙古帝國中的合法國家，提供他們的軍隊並維持其社會制度及領土控制權。然而目前說法傾向雙方為宗主-附庸關係，而非結盟。
巴什基爾的騎兵團分別在1237-1238年及1239-1240年參加欽察汗國的開創者拔都對俄國東北及西南的突襲，也協助其在西方國家的征討。

### 欽察汗國期
十三世紀至十四世紀巴什基爾人的領地均在欽察汗國的控制區內。
1391年六月18日在孔杜爾恰河發起了昆都爾察河谷大戰，為欽察汗國脫脫迷失與撒馬爾罕首領帖木爾第一次作戰，當時的巴什基爾人加入了帖木耳均並贏得了勝利。
欽察汗國瓦解後，古巴什科爾托基斯坦的領土涵蓋部分喀山汗國、西伯利亞汗國、諾蓋汗國區域。

### 成為俄羅斯的一部份
16世紀的巴什基爾人，逐步成為俄羅斯沙皇國之藩屬。最初（1554年冬天）俄羅斯沙皇國取得西部及西北巴什基爾人的宗主權，其原本為喀山汗國的屬地。其後在1554-1557年間，伊凡四世控制中、南及西南巴什基爾人的領地，而該地與諾蓋汗國重疊且並存。最終1580-90年代，跨烏拉爾地區的巴什基爾人在西伯利亞汗國瓦解後被迫與俄羅斯沙皇國締結協議。
攻下喀山後，俄羅斯沙皇國詢問巴什基爾人是否願意臣服。最終巴什基爾人決議在與沙皇平等地位的基礎下同意成為其附庸國，這樣的協議是巴時基爾歷史上第二次，上次為13世紀與蒙古的協議。協議的內容清楚規定，巴什基爾人維持土地所有權，並承認其統治權（這件事值得注意，因為不只巴什基爾人，當時俄羅斯承認所有附庸國對其領土的統治權）。相對的，巴什基爾人為俄羅斯提供軍事上的協助，並繳納牙薩克。
從1557年至1798年兩百多年間，巴什基爾的騎兵團為俄羅斯打仗，並在1612年加入庫茲馬·米寧及德米特里·米哈伊洛維奇·波扎爾斯基領導之民軍解放了被波蘭人佔領的莫斯科。

### 巴什基爾人的反抗
在伊凡四世的統治下，即便其在行事上較為殘忍，但普遍評價是得到認可的。但17世紀後羅曼諾夫王朝的統治下，沙皇對巴什托爾基斯坦的政策讓雙方關係急轉直下，當局保證只要巴什基爾人對其效忠便會維持雙方的協議，但實際上與其承諾相違背，包括領地的侵占，並設立哨站、監獄、居所、基督修道院及道路等建設。面對俄羅斯的掠奪及其違背基本權利及自由的保證，巴什基爾人在 1645年、1662-1664年、1681-1684年、1704-1711年及1725年間發動多次抗爭。沙皇當局被迫接受反抗軍的要求，在1662-1664年的抗爭後，政府當局再次確認巴什基爾人的基本權利及其領土的控制權，而在1681-1684年的抗爭期間確立伊斯蘭教的合法性。
1704-1711年的抗爭後，確認巴什基爾人的基本權利並取消新的稅收，而當時起義的理由之一便是不合法至的徵稅（讓巴什基爾大使於1725年唯一一次宣示其效忠）。
1735年是巴什基爾人損失最大的一次起義，與奧倫堡城建城同時，並持續了6年。過去彼得大帝便開始積極南向推動並擴大對亞洲的影響力，1935年伊萬·基里洛夫計劃在奧斯陸興建奧倫堡城，該地位於奧爾河及烏拉河河流處，侵占到巴什基爾人的土地。這次的抗爭巴什基爾人被奪走大量的土地，部分成為米薩韃靼人的領土。根據美國歷史學家阿爾頓·斯圖爾特·唐納利，該次抗爭造成約四分之一的巴什基爾人死亡。

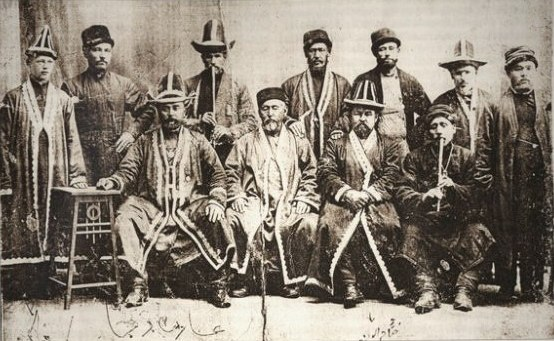
1812年俄法戰爭勝利100周年紀念，再奧倫堡的巴什基爾人

巴什科爾托斯坦共和國國旗

### 巴什基爾軍政府
影響巴什基爾人最大的改革是1798-1865年由沙皇設立的區控制系統，為軍隊控制的政府，主要是為了防止巴什基爾人動亂、維護東南邊界安全，並伺機侵略中亞地區。巴什基爾人與米薩韃靼人民被迫投入俄羅斯邊防。州、郡行政區的概念引入，過程中不斷變動，1863年達到28個行政區之後最終又整合為11個。

### 巴什科爾托斯坦成立
1917年俄國革命後，全巴什基尔库力台做出在俄羅斯建立一個國家聯邦共和國的決定。因此，1917年11月15日，巴什基爾中央會議宣佈在巴勒斯基人口主要分布奧倫堡，彼爾姆，薩馬拉，烏法省的地區及巴什库尔季斯坦自治共和國。1917年12月，代表所有國家人民的全巴什基爾代表團一致投票通過了決議宣布成立自治共和國巴什库尔季斯坦，為今巴什科爾托斯坦的前身。
1919年3月，根據俄羅斯政府與巴什基爾政府的協議，巴什基尔苏维埃社会主义自治共和国成立。
1990年10月11日，共和國最高委員會宣佈“國家主權宣言”。1992年3月31日，巴什科爾多斯坦共和國於簽署了一項關於俄羅斯聯邦當局與共和國當局之間的權力劃分和管轄地區的聯邦協定，確立了巴什科爾托斯坦共和國和俄羅斯的聯邦關係。

## 社會、家庭與婚姻
在1991年蘇聯解體之前，巴什基爾是憲法上的蘇維埃社會主義自治共和國，共產黨控制除巴什基爾人除了家庭以外的所有機構和組織。1917年俄國革命之前，地方事務掌握在當地領導人手中。每個地方行政單位（guberniia）有一個首長及行政機關，確保繳納稅款，及為軍隊提供足夠的新兵等義務。革命之後，史達林幾乎取消了中央的權力，至少基本上地方的權力由各蘇維埃人民代表行使。但之後戈爾契夫政府要求振興蘇維埃，並希望收回其加盟共和國的權力，地方政府的各個方面都受到中央的嚴格控制。

### 親屬
巴什基爾人原始的家族長制氏族大部分在19世紀後幾乎消失，僅能在東部及東部偏遠地區能夠看到。1930年代後行使農業集體化的制度，大部分的巴什基爾人被分配制600多個集體農場或另外150多個國營農場中工作，雖然巴什基爾人經歷了經濟與社會全面性重大的改變與重組，這個古老的家族長制氏族在某些區域依然存在。

### 婚姻
為氏族外婚制，氏族內通婚必須六等親以上。巴什基爾人對婚姻十分重視，從其俗諺「沒有結婚的男人是沒有辦法得到尊重的」、「每隻鳥都有他的家」、「不結婚便沒有家，沒有家的人什麼都不是」等可以看出他們的婚姻觀，巴什基爾婚禮及其儀式和習俗結合古代信仰到現代資本主義發展的生活元素。婚禮形式反映其民間傳說（例如史詩 «Алдар менэн Зухра», «Заятуляк менэн Хыухылу», «Кузыйкурпяс менэн Маянхылу»等）。
過去巴什基爾人在年紀非常小時便締結婚約，由父母於孩子5-12歲決定未來的配偶，並舉行傳統儀式Сыргатуй，而現在他們通常不會在18歲以前結婚。受其信仰伊斯蘭教影響，雖然婚姻在家中舉行，為世俗、非宗教性的儀式，但過去穆拉也會參與其婚姻儀式的進行。一般來說，過去除了上層階級男性可以有二到三位妻子，其餘除非首任妻子無法履行傳統責任，普通人皆為一夫一妻制。之後蘇聯法律明訂禁止一夫多妻制，婚姻登記也必須依照其法律進行。

### 家庭
結婚後，年輕的巴什基爾夫婦會與男方的父母住一段時間，再離開組建核心家庭。

## 產業與生活
農業為傳統巴什基爾人的經濟命脈，採取半游牧的形式，除了牧牛外，結合了耕作、狩獵、養蜂、漁獵、採集等。巴什基爾人的經濟結構受到多樣的地景特色影響，包括草原、山區、山麓、富含腐植質的土壤、河湖等，並富含鐵礦，石油，天然氣，有色金屬等資源。豐富的礦產、有利的地理位置讓巴什科爾托基斯坦得以發展採礦業、加工業。而科學機構、學校等學術機構的發達更讓其產業能迎合現代的需求。

### 早期經濟
早在青銅器時代，巴什基爾人已經開始開採鐵礦，約莫在9-12世紀巴什基爾人開始冶煉金屬，有鐵匠負責生產武器、飾品等等，而當時豐富的貿易網絡讓他們得以與鄰近地區進行商品交易。此時的巴什基爾人與鄰近地區已經有穩定的貿易關係，但這並沒有使他們施行定點的圈牧，而是採取半游牧的形式。巴什基爾人主要飼養馬和羊，因為他們在冬天不會消耗大量的飼料，也飼養牛支，東部及南部則有駱駝。比較窮苦的巴什基爾人搭約有10到20隻馬，富有的則大約有1000到2000隻。而發生在1828-1829年間的第八次俄土戰爭，巴什基爾人提供約千隻駱駝作為俄羅斯多次遠征哈薩克斯坦草原的軍用坐騎。巴什基爾人也進行狩獵包括獵禽及漁獵、養蜂、採集樹果（狗薔薇、稠李、覆盆子、蕈類、熊蔥等等）。
巴什基爾人冬天搭建簡單的木屋，夏天則住在蒙古包，他們種植少量的各種麥類、麻 (紡織原料)，並使用犁、木犁、索卡及類似耖的農具。為了供應牲畜與馬匹全年的糧食，巴什基爾人在夏天行游牧，逐水草而居的他們若到了山林區，則會沿著有湖或泉水的山谷走。
17世紀後，半游牧的形式失去其對於巴什基爾經濟的重要性，農業及養蜂業轉而興起。西北部地區在18世紀已經以農業為主，而東部及南部地區則行使游牧直到20世紀初。18世紀前半葉，各種礦石儲存區的開採業開始興盛。

### 巴什科爾托斯基坦經濟

#### 農業
以穀物種植及畜牧為主，種植小麥、裸麥、燕麥屬、大麥屬、糖用甜菜、向日葵屬（工業作物），畜牧業方面肉牛與乳品兼營，畜養牛隻、家禽、馬匹、產馬奶酒及蜜蜂養殖，巴什基爾人產的蜂蜜在俄羅斯非常著名。2009年初，巴什科爾托斯坦共有916個農業生產組織，58.8萬個私營農場，而2007年全國約有285.6萬人投入農業生產。

#### 工業
主要的工業生產中心位於烏法、斯捷爾利塔馬克、伊希姆拜、涅夫捷卡姆斯克、圖伊馬濟、十月鎮、別洛列茨克、薩拉瓦特，以高度集中生產為特色，約半數的工業產品於烏法生產。主要產業為煉油業、化工業、石油化學工業等、石油開採，巴什科爾托斯坦擁有全歐洲最大規模之一的煉油產業。他們也發展機械工程、金屬加工業、伐木工業並生產建築材料。
1917年以前，巴什科爾托斯坦約有100間各種類型的企業，工業生產約佔經濟產值15%。1930年，蘇聯人民委員會通過了「關於巴什基爾自治蘇維埃社會主義共和國工業發展」的法令。在幾年間奠定其石油工業的基礎。1990年後，巴什科爾托斯坦的工業生產中石油工業的主導地位不如以往，製造業興起。由於石油日漸用盡，1980-2006年間產量由3920萬噸大幅下降至1100萬噸。

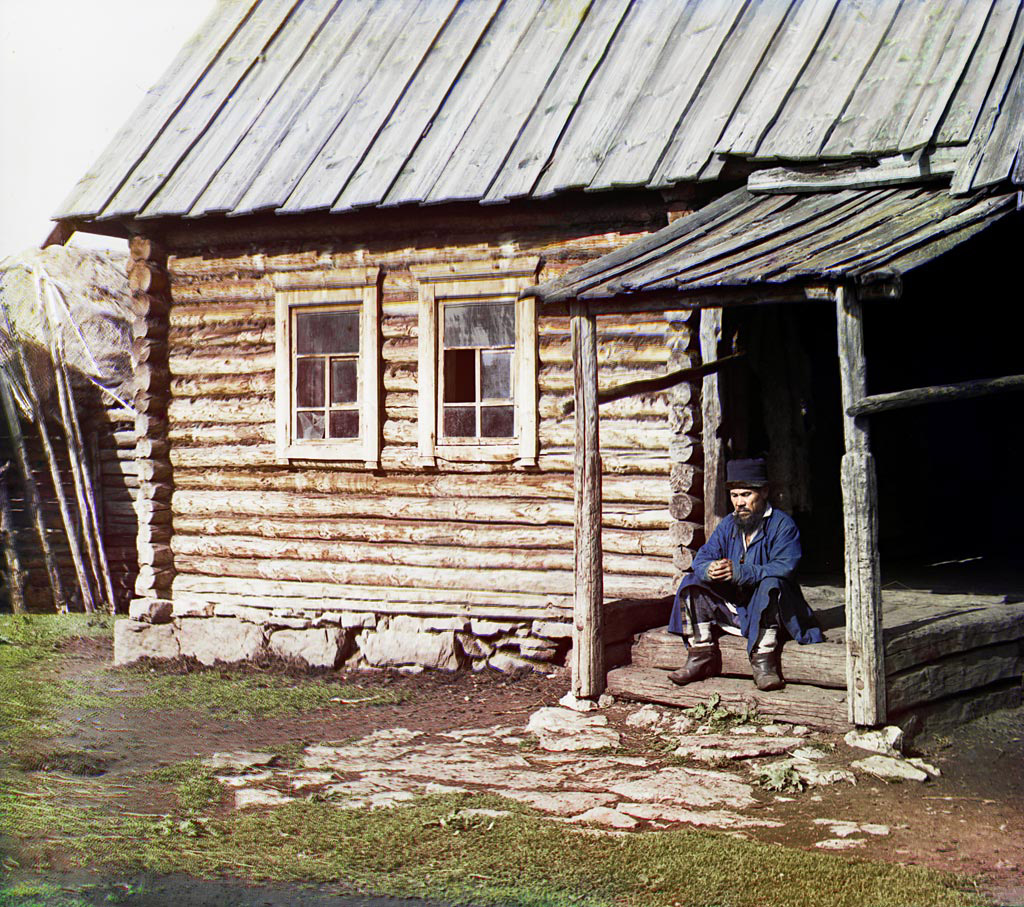
巴什基爾人傳統木屋

### 住屋
17-19世紀，由於大量土地被俄羅斯中央及伏爾加河地區的定居者佔領，原本採行半游牧的巴什基爾人幾乎轉變為定耕農業，僅剩少數東部巴什基爾人採行半游牧。巴什基爾人的住宅樣式多樣，以木造並以土坯為底為主，夏季時東部巴什基爾人以蒙古包較為常見。

### 飲食
半游牧的生活方式形塑巴什基爾人的原始文化、傳統及飲食，冬天定居木屋、夏天游牧紮營造就其多樣的飲食文化。巴什基爾人的傳統飲食別什巴爾馬克，意譯為「五個手指（手抓肉）」，在突厥語族國家盛行，也是哈薩克人的國菜。製作主要原料是馬肉或羊肉、土豆，燉熟後撒上許多的香草及洋蔥並沾名為卡什克（英語：Kashk），這是巴什基爾人另外一項飲食特色，菜餚經常使用乳製品，不含卡什克的餐宴是很少見的。巴什基爾人的飲食大多容易準備且營養豐富。此外，巴什基爾人的蜂蜜非常著名，在他們的飲食中占重要地位。

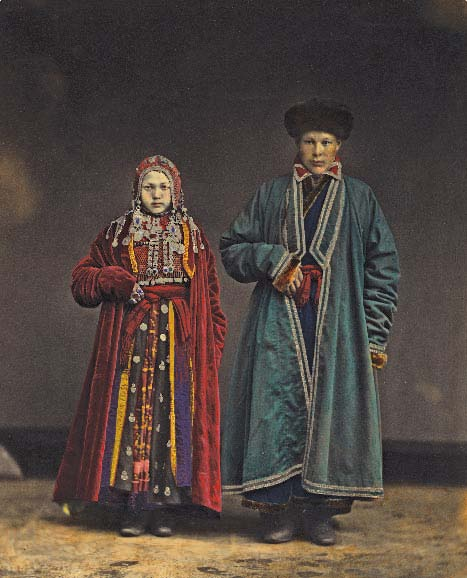
巴什基爾人傳統服飾

### 服飾
巴什基爾人的服飾多樣，其差異取決於年齡及地域的不同，通常用羊皮、土布等編織，女性使用珠寶包括珊瑚，珠子，貝殼或硬幣等，用於項鍊、耳環、圍兜等進行裝飾。傳統女性有多樣的頭飾，包括已婚女子戴的Кашмау、在重要節日或結婚當天戴的球形帽Такыя等等。而男性則有蘇聯毛帽、狐狸皮帽、白布頭巾及各式花帽等等。巴什基爾男女服飾的共通點為較寬大的褲子，而巴什基爾人男性襯衫與女裝與俄羅斯有很大的差異，儘管他們都以刺繡或緞帶裝飾。

## 信仰與習俗
巴什基爾人的習俗與他們的歷史背景、信仰、教育程度及世界觀有關，在歷史上由於經濟發展的進程與倫理道德規範的需求，產生了相應的社會規範。從過去的社會主義過渡到資本主義，及多元的宗教發展，產生極具特色的生活習俗。

### 歷史紀錄
根據Ibn Fadlan的說法，他們尊崇十二種神祇，包含冬、夏、雨、風、樹、人、馬、水、日、夜、死亡、天堂及世界，其中最主要為天堂神，負責調和人與人之間的關係。有些巴什基爾人奉蛇、魚或鶴為神，另外，他也紀錄了巴什基爾人的圖騰信仰與巫覡宗教。而顯然的，從大使團中便有一位信仰伊斯蘭教的巴什基爾人可看出，伊斯蘭教以漸漸傳入此地。

### 生活禁忌
巴什基爾人在生活中有許多行為規範，例如他們在冬天不能挖掘地面，因為認為此時地球正在睡覺。此外對巴什基爾人來說，左手是不潔的象徵，因此在店家在做生意時，通常用右手將餐點遞予顧客，顧客食用完畢後用左手交還。當一名女性被認為會施展邪惡的法術，他將不能與男性一同穿越馬路（就算是男童也一樣），且將會被限制前往清真寺（只能在家祈禱）、墳場等地。如同大多數伊斯蘭教信徒，巴什基爾人也會前往清真寺，他們堅持進入清真寺時要用右腳跨入門檻，離開使用左腳。在清真寺中也有許多禁忌，如出口的們不能關上、不能用不潔的油品點燃燈具、小孩不能進入等等。
在飲食方面，巴什基爾人禁止飲酒、食用含豬肉、腐肉的食物，且不能用刀切麵包。此外，食物不能用兩支手指取用，至少要三支手指以上。禁食時不能食用及飲用任何東西，僅能吞嚥唾液。

### 重要節日

#### 卡爾加特節
卡爾加特節為巴什基爾人為了春天到來所舉辦的傳統節日，通常舉辦在春夏之間，春天的農事結束之際。在伊斯蘭教傳入前，這是一個與死去動物及鳥類有關的靈魂崇拜，這樣的元素在現今依然可見。在巴什科爾托斯坦某些地區，這個節日名為卡爾加-伯卡節（Karga-Butkha），為當地的兒童節。
在慶祝當日，所有的婦女及小孩聚在草地或空曠的平台準備一場盛宴（包括酸奶油、茅屋起司、馬奶酒及各個種類的奶油）。周遭的樹木及灌木會以各種顏色的緞帶、頭巾、銀飾、串珠、披肩等物裝飾，依照地區的不同，他們有時會懸掛牛奶，或把它置於樹旁。

#### 邁丹節
巴什基爾人傳統節日，起源於當時人民對於組成部落聯盟的支持，通常在五月終農忙結束後舉行，會有許多鄰近阿烏爾人參加，舉辦地演通常為草地及平台。進行賽馬、相撲摔角、傳統歌謠、舞蹈、故事吟唱等表演比賽，贏家會得到獎賞。

#### 哈班推節
薩班推節為巴什基爾人、阿的里·烏拉爾國、韃靼人的夏季節日，原本為農村中農民慶祝的節日，現今為國定節日在各個城市中盛大舉行。2012年，喀山於6月23日舉行薩班推節。
薩班推節的主要特色為克柔術（韃靼爾摔角）、賽馬、套袋賽跑、攀岩及湯匙持蛋賽跑、酸奶中尋找硬幣等競賽，在名為莫伊丹的場地舉辦，通常為林地周邊，該節日有名為索蘭的傳統，目的是為了募集比賽贏家的獎金等。在節日前婦女會煮名為羅克的粥的食物給村裡的孩童食用，另外一個儀式為前往墓地祈福。近幾年薩班推節經常與當地音樂結合，有民謠也有流行音樂，或演奏手風琴。

### 殯葬習俗
根據傳統的穆斯林習俗，後代必須盡早將亡者的遺體埋入土中，盡量在當日或隔日日落前，並舉行紀念儀式。葬禮過程也有諸多規定，包括三次清洗、壽衣覆蓋、特殊挖掘墓地方式、禱告、墳墓的整體安排等等，且伊斯蘭信徒不置棺材入土。
巴什基爾人有讀阿亞的習慣，為葬禮儀式過程中不可或缺的一部份，通常在搬家、長途旅行前也會進行。巴什基爾人的喪禮禁止雇用職業悼念者。

### 宗教信仰
巴什科爾托斯坦共和國的特點是民族多元，當時根據俄羅斯憲法，國家既不能建立國教，也不能強制信仰，因此除了伊斯蘭教，當地也有基督宗教等，但主要信仰還是伊斯蘭教中的遜尼派。
西元十世紀伊斯蘭教傳入，阿拉伯旅行家伊本·法德蘭於西元922年遇到一名自稱信仰伊斯蘭教的巴什基爾人。有一說為由於西元922年伏爾加保加利亞准予伊斯蘭教通行，使其漸漸傳播到巴什基爾人，據說當時在謝澤地區的古巴什基爾明部落，當地人就表示派人前往保加利亞研究穆罕默德的信仰。另外一說為保加利亞人將當地學生派往巴什基爾而傳播之。
二十一世紀成立巴什科爾托斯坦共和國共和國後，許多居民繼續依然信仰伊斯蘭教，參加清真寺，慶祝宗教節日，在2013年，全國有1060個清真寺。

## 文學與藝術

### 文學
巴什基爾人的文學根基於古代，可以追溯到以古突厥語（9-13世紀）書寫的符文及碑文，11世紀後主要為突厥文（13-19世紀）及伏爾加保加利亞語的詩作，如中世紀韃靼語書面文學的奠基人庫爾·加里。 13到14世紀傳統風格的詩歌為主流，與民間故事結合的詩歌為巴什基爾人文學上最具特色的一部份。巴什基爾人有豐富的民間傳說，大部分反映古巴什基爾人對自然的觀點及生命經驗。18-20世紀的文學發展中有幾個重要的人物，包括拜克·艾達爾（1710-1814）、加利·喬克拉（1826-1889）等人。

### 戲劇
在20世紀初前在巴什科爾托斯坦只有少數業餘劇團，第一團職業劇團與隨著馬札特賈弗立劇場於1919年創立，與巴什基爾自治蘇維埃社會主義共和國成立幾乎同時。1930年代後，多種劇院在烏法建立，包括木偶、歌劇、芭蕾舞劇院。之後，除了首都烏法，巴什科爾托斯坦許多城市也興建公立劇場。

### 音樂
巴什基爾人有豐富淺多元的民間藝術，種類繁多，有史詩、誘餌、童話和歌曲等等，最早的口頭詩歌為庫柏爾。在當地能經常遇到即興說唱的謝申，他們演唱並以傳統樂器達姆白拉伴奏的形式展演傳說故事或即興表演。